# 33258 Femariebustos
33258 Femariebustos este o planetă minoră (asteroid), cu un diametru de 7,075 km, din centura de asteroizi. A fost descoperită pe 20 aprilie 1998 la Experimental Test Site⁠(d) de Lincoln Near-Earth Asteroid Research. 
Obiectul prezintă o orbită caracterizată de o semiaxă mare de 2,8678261 UAi, o excentricitate de 0,17, o înclinație de 2,15397 ° în raport cu ecliptica.